# Fischbeck (Elbe)
Fischbeck (Elbe) este o comună din landul Saxonia-Anhalt, Germania.